# Assunta d'Asburgo-Lorena
Assunta d'Asburgo-Lorena (in tedesco Assunta Alice Ferdinandine Blanca Leopoldina Margarethe Beatrix Raphaela Michaela Philomena von Österreich-Toskana; Vienna, 10 agosto 1902 – San Antonio, 24 gennaio 1993) era un'arciduchessa d'Austria, principessa di Boemia, d'Ungheria e Toscana.

## Biografia
Assunta era la figlia dell'arciduca Leopoldo Salvatore d'Asburgo-Lorena, e di sua moglie, l'infanta Bianca di Borbone-Spagna. 
L'arciduchessa è cresciuta nell'ultimo periodo della monarchia asburgica. È cresciuta con i suoi numerosi fratelli e sorelle nelle varie proprietà di proprietà dei suoi genitori. Mentre erano a Vienna, vivevano al Palais Toskana invece le vacanze le trascorrevano in Italia, dove l'infanta Bianca possedeva una proprietà rurale vicino a Viareggio. 

### Esilio
L'arciduchessa Assunta aveva sedici anni alla caduta della monarchia asburgica. La fine della prima guerra mondiale segnò un netto ribaltamento nella prosperità della sua famiglia. Il governo repubblicano confiscò le proprietà degli Asburgo. La famiglia perse tutta la loro fortuna. I fratelli maggiori di Maria Antonia, gli arciduchi Ranieri e Leopoldo, rimasero in Austria e riconobbero la nuova repubblica. Il resto della famiglia si trasferì in Spagna nel gennaio del 1919. Si stabilirono a Barcellona vivendo con semplicità con mezzi molto limitati. Mentre le tre sorelle maggiori di Assunta, Dolores, Immacolata e Margherita, erano flessibili, Assunta e la sorella Maria Antonia erano più ribelli e si scontrarono spesso con la madre.

## Matrimonio
Mentre viveva a Barcellona, Assunta si rivolse sempre più alla religione. Sebbene entrambi i suoi genitori fossero cattolici osservanti, trovarono il fervore religioso di Assunta preoccupante soprattutto perché seguiva l'esempio della sua sorella Maria Antonia.
Mentre Maria Antonia abbandonò il suo desiderio di diventare suora e sposò un aristocratico maiorchino impoverito, Assunta rimase irremovibile nella sua determinazione a diventare suora. Dopo essere fuggita su una nave in Sud America, Assunta, ancora minorenne, fu restituita ai suoi genitori che cedettero alla sua determinazione. Con il loro permesso, entrò nel convento di Santa Teresa de Tortosa vicino a Barcellona. Allo scoppio della guerra civile spagnola, il convento fu attaccato e le suore furono costrette a fuggire. Quelli, come Assunta, che non avevano ancora preso i voti finali, erano liberi di seguire una vita secolare. Assunta ottenne il permesso di lasciare il suo ordine e si unì a sua madre e ai fratelli non sposati che vivevano a Viareggio. Alla fine degli anni '30, attraverso uno dei suoi fratelli, l'arciduchessa Assunta conobbe Joseph Hopfinger (1905-1992), un medico ebreo polacco. Contro l'opposizione della madre, si sposarono nel settembre del 1939 a Ouchy, in Svizzera. Poco dopo, suo marito fu chiamato a prestare servizio nell'esercito fino alla caduta della Francia quando fu smobilitato. Si riunirono a Londra e si trasferirono a Barcellona.
Ebbero due figlie:
- Maria Teresa Hopfinger (5 dicembre 1940)[11], sposò in prime nozze Edward Joseph Hetsko, Jr, non ebbero figli, e in seconde nozze Anatole Ferlet, ebbero due figli;
- Juliet Elisabeth Maria Assunta Hopfinger (30 ottobre 1942)[12], si sposò cinque volte ed ebbe tre figli.

## Morte
La persecuzione tedesca degli ebrei li costrinse a lasciare l'Europa. Entrambi i genitori di suo marito furono uccisi dai russi, poiché la loro proprietà si trovava nella regione ricca di minerali dell'odierna Leopoli. Dato che suo marito era ebreo, decisero di emigrare negli Stati Uniti con l'aiuto dei fratelli Assunta, Leopoldo e Francesco Giuseppe, che vivevano in America e pagarono il viaggio a New York. In America suo marito lavorava come medico.
Tuttavia, il matrimonio non è stato un successo. Il marito di Assunta, avendo sposato una principessa europea, aveva sperato di ereditare una fortuna da sua moglie. Dato che questo non si è mai materializzato, rimase disincantato dal matrimonio. La coppia si separò dopo la guerra, divorziando il 25 luglio 1950.
L'arciduchessa Assunta si trasferì con le sue figlie a San Antonio, in Texas, dove visse per il resto della sua vita. Rimase molto attaccata alla chiesa cattolica e svolse una varietà di lavori per sostenersi. Per qualche tempo ha lavorato come commessa. Alla fine della sua vita, fece un viaggio in Europa per visitare i suoi fratelli sopravvissuti. Morì il 24 gennaio 1993, all'età di 90 anni, a San Antonio.

## Ascendenza
|                                         |                                  |                                           | Genitori                            |  |  | Nonni |  |  | Bisnonni               |  |  | Trisnonni                 |  |
|                                         |                                  |                                           |                                     |  |  |       |  |  | Leopoldo II di Toscana |  |  | Ferdinando III di Toscana |  |
|                                         |                                  |                                           |                                     |  |  |       |  |  | Leopoldo II di Toscana |  |  | Ferdinando III di Toscana |  |
|                                         |                                  | Luisa Maria Amalia di Borbone-Due Sicilie |                                     |  |  |       |  |  | Leopoldo II di Toscana |  |  |                           |  |
| Carlo Salvatore d'Asburgo-Lorena        |                                  |                                           |                                     |  |  |       |  |  | Leopoldo II di Toscana |  |  |                           |  |
|                                         |                                  | Maria Antonia di Borbone-Due Sicilie      | Francesco I delle Due Sicilie       |  |  |       |  |  |                        |  |  |                           |  |
|                                         |                                  | Maria Antonia di Borbone-Due Sicilie      | Francesco I delle Due Sicilie       |  |  |       |  |  |                        |  |  |                           |  |
|                                         |                                  | Maria Antonia di Borbone-Due Sicilie      | Maria Isabella di Borbone-Spagna    |  |  |       |  |  |                        |  |  |                           |  |
| Leopoldo Salvatore d'Asburgo-Lorena     |                                  | Maria Antonia di Borbone-Due Sicilie      |                                     |  |  |       |  |  |                        |  |  |                           |  |
|                                         |                                  | Ferdinando II delle Due Sicilie           | Francesco I delle Due Sicilie       |  |  |       |  |  |                        |  |  |                           |  |
|                                         |                                  | Ferdinando II delle Due Sicilie           | Francesco I delle Due Sicilie       |  |  |       |  |  |                        |  |  |                           |  |
|                                         |                                  | Ferdinando II delle Due Sicilie           | Maria Isabella di Borbone-Spagna    |  |  |       |  |  |                        |  |  |                           |  |
| Maria Immacolata di Borbone-Due Sicilie |                                  | Ferdinando II delle Due Sicilie           |                                     |  |  |       |  |  |                        |  |  |                           |  |
|                                         |                                  | Maria Teresa d'Asburgo-Teschen            | Carlo d'Asburgo-Teschen             |  |  |       |  |  |                        |  |  |                           |  |
|                                         |                                  | Maria Teresa d'Asburgo-Teschen            | Carlo d'Asburgo-Teschen             |  |  |       |  |  |                        |  |  |                           |  |
|                                         |                                  | Maria Teresa d'Asburgo-Teschen            | Enrichetta di Nassau-Weilburg       |  |  |       |  |  |                        |  |  |                           |  |
| Assunta d'Asburgo-Lorena                |                                  | Maria Teresa d'Asburgo-Teschen            |                                     |  |  |       |  |  |                        |  |  |                           |  |
|                                         | Giovanni Carlo di Borbone-Spagna | Carlo Maria Isidoro di Borbone-Spagna     |                                     |  |  |       |  |  |                        |  |  |                           |  |
|                                         | Giovanni Carlo di Borbone-Spagna | Carlo Maria Isidoro di Borbone-Spagna     |                                     |  |  |       |  |  |                        |  |  |                           |  |
|                                         | Giovanni Carlo di Borbone-Spagna | Maria Francesca di Braganza               |                                     |  |  |       |  |  |                        |  |  |                           |  |
| Carlo Maria di Borbone-Spagna           | Giovanni Carlo di Borbone-Spagna |                                           |                                     |  |  |       |  |  |                        |  |  |                           |  |
|                                         |                                  | Maria Beatrice d'Austria-Este             | Francesco IV d'Austria-Este         |  |  |       |  |  |                        |  |  |                           |  |
|                                         |                                  | Maria Beatrice d'Austria-Este             | Francesco IV d'Austria-Este         |  |  |       |  |  |                        |  |  |                           |  |
|                                         |                                  | Maria Beatrice d'Austria-Este             | Maria Beatrice di Savoia            |  |  |       |  |  |                        |  |  |                           |  |
| Bianca di Borbone-Spagna                |                                  | Maria Beatrice d'Austria-Este             |                                     |  |  |       |  |  |                        |  |  |                           |  |
|                                         |                                  | Carlo III di Parma                        | Carlo II di Parma                   |  |  |       |  |  |                        |  |  |                           |  |
|                                         |                                  | Carlo III di Parma                        | Carlo II di Parma                   |  |  |       |  |  |                        |  |  |                           |  |
|                                         |                                  | Carlo III di Parma                        | Maria Teresa di Savoia              |  |  |       |  |  |                        |  |  |                           |  |
| Margherita di Borbone-Parma             |                                  | Carlo III di Parma                        |                                     |  |  |       |  |  |                        |  |  |                           |  |
|                                         |                                  | Luisa Maria di Borbone-Francia            | Carlo Ferdinando di Borbone-Francia |  |  |       |  |  |                        |  |  |                           |  |
|                                         |                                  | Luisa Maria di Borbone-Francia            | Carlo Ferdinando di Borbone-Francia |  |  |       |  |  |                        |  |  |                           |  |
|                                         |                                  | Luisa Maria di Borbone-Francia            | Carolina di Borbone-Due Sicilie     |  |  |       |  |  |                        |  |  |                           |  |
|                                         |                                  | Luisa Maria di Borbone-Francia            |                                     |  |  |       |  |  |                        |  |  |                           |  |